# Illarija
Illarija (in ucraino Ілларія?), pseudonimo di Kateryna Ihorivna Pryščepa (in ucraino Катерина Ігорівна Прищепа?; Kiev, 6 dicembre 1986), è una cantante ucraina di origini greche. Si distingue per la sua scelta di rappresentare la cultura ucraina nella sua musica, includendo sonorità tradizionali e scrivendo testi in lingua ucraina. Nel 2017 ha partecipato alla selezione nazionale per il rappresentante ucraino per l'Eurovision Song Contest 2017 con la canzone Thank You for My Way.

## Biografia
Illarija ha iniziato a scrivere e comporre musica sin dall'infanzia. Durante i suoi studi di musica folk all'Accademia musicale di Kiev ha partecipato a vari progetti artistici. Il suo singolo di debutto, Vil'na (“Libera”), caratterizzato da predominanti sonorità etniche, è uscito nel 2006. 
Nel 2007 ha pubblicato un album contenente quattro demo originali, intitolato Rano. Nel 2008 Illarija ha dato la voce a Syta rosa, il terzo album del complesso folk Natural Spirit; ha inoltre contribuito a scrivere le canzoni su esso incise.
Nel 2012 ha partecipato alla seconda edizione di Holos Kraïny, la versione ucraina del talent show The Voice, nel team di Oleh Skrypka. La cantante ha raggiunto le semifinali, dove il televoto l'ha eliminata in favore di Nazar Savko.
Nel 2017 Illarija ha preso parte al programma di selezione ucraino per l'Eurovision Song Contest 2017. Il suo brano Thank You for My Way, che resta fedele allo stile folk della cantante, è stato scelto fra i 24 finalisti del programma. Illarija ha cantato nella seconda semifinale dell'11 febbraio 2017, dove ha vinto il televoto ed è arrivata seconda nel voto della giuria, passando direttamente alla finale del 25 febbraio. È arrivata quinta su sei partecipanti, risultando la terza più votata dalla giuria e la meno votata dal pubblico.

## Discografia
- 2008 – Syta rosa (con i Natural Spirit)
- 2010 – Vil'na
- 2013 – 13 misjaciv
- 2014 – Podych
- 2016 – Ja žyva